# Apsis
 For alternative betydninger, se Apsis (flertydig). (Se også artikler, som begynder med Apsis)
Apsis (plur. apsisser eller apsider) kommer af græsk hapsis = "runding" eller "mange kantet". Ordet brugtes oprindelig om korrundingen i en kirke. Herfra er det overført, så det kan bruges om bagagepladsen i et telt.